# 室町良子
室町 良子（むろまち よしこ、19??年10月17日 - 1979年2月9日）は、元宝塚少女歌劇団月組男役スター（元月組組長でもあった。）である。京都府京都市出身。愛称はオーツカさん。

## 来歴・人物
1926年、京都市立二條高等女学校（現・京都市立二条中学校）卒業後に宝塚歌劇団16期生として宝塚音楽歌劇学校（現在の宝塚音楽学校）に入学して、宝塚少女歌劇団（現在の宝塚歌劇団）に入団。当時は入学=入団で学校と劇団は一体であった。
1927年8月、月組公演『猿蟹合戦』『國性爺』『ドナウの流れ』『一條大藏卿』『ベース・ボール』で初舞台。
1944年から1950年まで月組組長を務める。
1950年、宝塚歌劇団を退団。
1974年より1977年まで、宝友会（宝塚歌劇団の同窓会）の会長を務める。
1979年2月9日逝去。

## 宝塚歌劇団時代の主な舞台
- 『ゴールド・ラッシュ』（雪組）（1933年6月1日 - 6月30日、宝塚大劇場）
- 『鎌倉繪巻』（雪組）（1933年8月1日 - 8月20日、中劇場）
- 『小鍛冶』『カルナヴァル』（雪組）（1934年6月1日 - 6月30日、宝塚大劇場）
- 『小谷落城』『傷害保険』（雪組）（1934年9月6日 - 9月24日、中劇場）
- 『出埃及記』『土蜘』（雪組）（1935年11月1日 - 11月30日、宝塚大劇場）
- 『ズッセ・ブラウト』『タンホイザーの幻想』（雪組）（1936年3月1日 - 3月31日、宝塚大劇場）
- 『船辨慶』（雪組）（1936年8月1日 - 8月31日、宝塚大劇場）
- 『チューリップタイム』『櫻宮物狂』（雪組）（1936年9月8日 - 9月25日、中劇場）
- 『野狐』『星空の唄』『芦刈』『セレナーデ』（雪組）（1936年12月1日 - 12月28日、中劇場）
- 『紅薔薇の城』『セレナーデ』（雪組）（1937年1月1日 - 1月17日、中劇場）
- 『春のをどり』『ブライア・ローズ』（雪組）（1937年4月1日 - 4月30日、宝塚大劇場）
- 『冷泉為恭』『ハワイ・ニューヨーク』（雪組）（1937年8月1日 - 8月31日、宝塚大劇場）
- 『ジャズ・カレッテ』（雪組）（1937年9月8日 - 9月23日、中劇場）
- 『山伏攝待』『光は東方より』（雪組）（1937年12月1日 - 12月28日、中劇場）
- 『光は東方より』（雪組）（1938年1月1日 - 1月10日、中劇場）
- 『風雲長崎時代』（雪組）（1938年2月1日 - 2月28日、宝塚大劇場）
- 『もつれた花束』『ごぶらん織』（雪組）（1938年3月10日 - 3月21日、中劇場）
- 『日本の女性』（雪組）（1938年6月1日 - 6月30日、宝塚大劇場）
- 『夏のをどり』（雪組）（1938年7月10日 - 7月24日、中劇場）
- 『北京の蘭』（月組）（1939年5月26日 - 6月25日、宝塚大劇場）
- 『すめらみくに』（月組）（1940年1月1日 - 1月24日、宝塚大劇場）
- 『竹生島龍神記』（月組）（1940年6月26日 - 7月24日、宝塚大劇場）
- 『忘草忍ぶ草』（月組）（1940年9月26日 - 10月24日、宝塚大劇場）
- 『大やまとの歌』（月組）（1941年4月26日 - 5月25日、宝塚大劇場）
- 『黒百合』『イタリヤの微笑』（月組）（1941年7月26日 - 8月24日、宝塚大劇場）
- 『女八幡船』『モンゴール』（月組）（1941年9月26日 - 10月24日、宝塚大劇場）
- 『世紀の歌』（月組）（1942年2月26日 - 3月24日、宝塚大劇場）
- 『眞如王記』『ふるさとの唄』（月組）（1942年5月26日 - 6月24日、宝塚大劇場）
- 『二人袴』（花組）（1942年9月26日 - 10月25日、宝塚大劇場）
- 『勧進帳』（雪組）（1944年2月26日 - 3月4日、宝塚大劇場）
- 『南の哀愁』（月組）7月1日 - 7月30、宝塚大劇場）
- 『二人袴』（月組）（1948年11月6日 - 11月29日、宝塚大劇場）